# Raphaëlle Dupire
Pour les articles homonymes, voir Dupire.
Raphaëlle Dupire, née le 9 août 1994, est un mannequin français originaire de Linselles, dans les Hauts-de-France, près de Lille.  
En août 2014, le magazine GQ annonce que Raphaëlle Dupire a été choisie pour devenir la nouvelle « Miss Météo » de l’émission Le Grand Journal, sur la chaîne à péage Canal+. Elle y présente les bulletins météo du 25 août au 8 septembre 2014, date à laquelle elle quitte la présentation de la séquence météo.

## Biographie
Raphaëlle Dupire apprend le métier de comédienne à l'Atelier International de Théâtre. 

### Mannequinat
Top-model, elle travaille notamment pour l’agence Mega Model Agency. Elle a posé pour les magazines féminins Cosmopolitan et Marie Claire Belgique.
Début octobre 2012, Raphaëlle Dupire joue dans un spot publicitaire promouvant la nouvelle version du magazine Be. Elle incarne l’esprit Be dans ce “mini-film” « en 17 saynètes de la vie quotidienne correspondant chacune à une phrase qui joue avec le nom du magazine ».
En 2013, elle est le visage de la marque de prêt-à-porter espagnole Bershka. En 2014, elle travaille pour la marque de chaussures Chocolate Schubar et devient l’égérie de la collection Automne/Hiver 2014 pour Eden Park.

### Miss Météo auGrand Journal
Le 11 août 2014, le magazine GQ annonce en exclusivité le nom de la nouvelle « Miss Météo » du Grand Journal de Canal+: Raphaëlle Dupire.
Le 25 août 2014, elle intègre l’équipe du Grand Journal, où elle succède à Doria Tillier à la présentation de la météo avant d'en arrêter la présentation le 8 septembre,.
Elle prend ainsi la suite de Doria Tillier pour la onzième saison du Grand Journal et devient la sixième « Miss Météo » de l’émission.

### Éviction précipitée de la météo
Ses premiers bulletins météo au sein du Grand Journal sont rapidement perçus comme laborieux et non-convaincants, notamment parce qu’elle est « visiblement stressée », « encore trop accrochée à son prompteur et pas totalement à l’aise avec l’exercice du direct ». Elle reçoit le soutien de plusieurs chroniqueurs de l’émission durant ses premières interventions (en particulier de Doria Tillier et Jérôme Niel), et ses séquences se voient parfois agrémentées de vidéos, telles une fausse bande-annonce parodiant le film Lucy intitulée Polony — en référence à la chroniqueuse Natacha Polony — ou une fausse sextape dans le cadre de la promotion du film Sex Tape.
Dans une déclaration publiée sur le site web PureMédias le 5 septembre 2014, Raphaëlle Dupire confirme qu’elle quitte la présentation de la météo et explique qu’elle a « mal appréhendé la difficulté de la présentation de la météo avec la pression du direct, la tension du public » et que l’exercice ne lui convient pas. À la suite de cette annonce, la comédienne et ancienne « Miss Météo » du Grand Journal Charlotte Le Bon manifeste dès le lendemain au journal Metronews son soutien : « Je les trouve très durs. C’est injuste. Ils auraient dû lui donner sa chance. La télé est un métier difficile et, en 10 jours, tu n’as pas le temps de prouver ce que tu as dans le ventre. C’est très très dur. ».
Après quinze jours d’antenne et 9 bulletins météo,, Raphaëlle Dupire fait sa dernière apparition au Grand Journal en tant que « Miss Météo » le 8 septembre 2014. La brièveté de son passage télé lui vaut d’être qualifiée — entre autres par Europe 1 et Le Huffington Post — d’« éphémère Miss Météo », puis de « Miss Météo la plus éphémère de Canal + » par le quotidien Ouest-France.
Au cours de son dernier bulletin météo, son départ fait l’objet d’un sketch mené par le chroniqueur littéraire du Grand Journal, Augustin Trapenard. Il présente un livret fictif écrit par Raphaëlle Dupire intitulé Merci pour ce très court moment, parodie du livre Merci pour ce moment de Valérie Trierweiler, publié quelques jours plus tôt. Le journaliste et humoriste Didier Porte dénonce cette « éviction très conviviale » lors de sa chronique hebdomadaire dans l’émission du site web Arrêt sur images.
Dans l’émission La Médiasphère (présentée par Julien Arnaud) diffusée sur la chaîne d’information LCI le 9 septembre 2014, Maxime Saada, directeur adjoint de Canal+, confirme le remplacement temporaire de Raphaëlle Dupire par le duo d’humoristes Alison Wheeler et Monsieur Poulpe, déjà co-présentateurs d’une autre séquence courte du Grand Journal intitulée « Le JT de l’invité ». Saada déclare, à propos de Raphaëlle Dupire : « On ne l’a pas écartée, mais simplement on s’est rendu compte avec elle — et c’était la première à s’en rendre compte — que l’exercice de miss météo ne lui convenait pas. [...] C’était très compliqué pour elle et elle a été la première à venir me voir pour me dire : “ça va être compliqué pour moi”. Donc on a réfléchi à un autre format et Raphaëlle est dans l'équipe du Grand Journal pour y rester. »
Lors de l’émission du Grand Journal du 9 septembre, Raphaëlle Dupire apparaît dans une fausse publicité de l’iPhone 6, présenté un peu plus tôt le jour même, tout en parodiant la fuite de nombreuses photos de stars américaines nues qui a eu lieu la semaine précédente.